# Didier Dobbels
Didier Dobbels (* 2. August 1954 in Tourcoing) ist ein ehemaliger französischer Basketballspieler und -trainer.

## Laufbahn

### Spieler
Der 1,95 Meter große Flügelspieler bestritt zwischen 1971 und 1989 498 Erstligaspiele in Frankreich, in denen er im Schnitt 10 Punkte je Partie erzielte. Er spielte beim Berck Basket Club (1971 bis 1976), beim Caen Basket Club (1976 bis 1981), ES Avignon (1981/82), CSP Limoges (1982 bis 1984), Saint Etienne (1984 bis 1987) und Cholet Basket (1987 bis 1989). 1973, 1974, 1983 und 1984 wurde Dobbels französischer Meister und 1983 Sieger im Europapokal Korać-Cup. Mit Berck stand er 1974 und 1975 jeweils im Halbfinale des Europapokals der Landesmeister, man schied aber in beiden Fällen aus. Seine Karrierebestleistung in der französischen Liga war ein Punkteschnitt von 22,1 pro Begegnung während der Saison 1980/81.
In den Farben der Nationalmannschaft kam er zu 61 Länderspieleinsätzen, 1977 und 1981 nahm Dobbels an Europameisterschaften teil.

### Trainer
Dobbels war 1989/90 Trainer des Erstligisten BCM Gravelines und 1990/91 in derselben Liga von Brest. Zwischen 1991 und 1995 wirkte er als Assistenztrainer von CSP Limoges. In diesem Amt trug er unter Cheftrainer Božidar Maljković zum Gewinn des Europapokals der Landesmeister 1993 sowie der französischen Meistertitel 1993 und 1994 bei. Von 1996 bis 1999 war Dobbels Co-Trainer bei Paris Basket Racing, 1999/2000 dann Cheftrainer. 1997 gewann er als Assistent mit den Hauptstädtern den Meistertitel.
Zwischen 2000 und 2003 war er als Cheftrainer in Limoges tätig, führte die Mannschaft 2001 zum Wiederaufstieg in die erste Liga. Von 2004 bis 2008 hatte er in Limoges die Ämter des Sportlichen Leiters und Geschäftsführers inne. 2008/09 betreute er den Zweitligisten Bourg als Trainer, von 2009 bis November 2011 war Dobbels Trainer von Pau-Orthez, mit der Mannschaft gelang 2010 der Aufstieg in die erste Liga. Ab Mitte Februar 2014 war er Trainer des Zweitligisten Basket Club d'Orchies. Er verpasste mit der Mannschaft den Klassenerhalt, nach dem Saisonende 2013/14 kam es zur Trennung.